# Trovanje izvora
Trovanje (gađenje) izvora (ili pokušaj trovanja izvora) vrsta je neformalne logičke zablude kod koje se pred publikom o ciljanoj osobi preventivno predstavljaju nevažne negativne informacije s krajnjom namjerom diskreditiranja ili ismijavanja onoga što će ciljana osoba reći. Trovanje izvora može biti poseban slučaj argumentum ad hominem, a pojam je u tom smislu prvi put upotrijebio John Henry Newman u svom djelu Apologia Pro Vita Sua (1864). Podrijetlo tog pojma leži u trovanju izvora, drevnoj ratnoj praksi izlijevanja otrova u izvore svježe vode pred vojskom koja nadire, kako bi se smanjila snaga napadačke vojske. 

## Struktura
Trovanje izvora može poprimiti oblik (eksplicitnog ili implicitnog) argumenta, a neki filozofi ga smatraju neformalnom zabludom .
Argument trovanja izvora ima sljedeći oblik: 
1. Nepovoljnu informaciju, bilo da je istinita ili lažna, o osobi A predstavlja netko drugi. (npr. "Prije nego što poslušate mog protivnika, mogu li vas podsjetiti da je bio u zatvoru")
2. Stoga će tvrdnje osobe A biti netočne.
Potkategorija ovog oblika je lažna dilema; nepovoljan atribut za buduće protivnike u pokušaju obeshrabrivanja rasprave. Na primjer, "To je moj stav o financiranju javnog obrazovnog sustava, i svatko tko se ne slaže sa mnom mrzi djecu." Svaka osoba koja pokrene postupak za osporavanje potraživanja riskira vlastito etiketiranje. 
Argument trovanja izvora također može biti u ovom obliku:
1. Nepovoljne definicije, bilo istinite ili lažne, koje sprječavaju neslaganje ili nameću afirmativnu poziciju.
2. Sve tvrdnje koje od početka nisu u skladu s gornjim definicijama automatski se odbacuju.